# Johann Donath
Johann Donath, auch Hans Donath, (* 31. Dezember 1866 in Kronstadt; † 23. Februar 1941 in Bremen) war ein deutscher Buchdrucker, Redakteur und Politiker (SPD).

## Biografie

### Ausbildung und Beruf
Donath besuchte die Volksschule und absolvierte eine Buchdruckerlehre. Er war als Buchdrucker, Setzer und Redakteur tätig.  1905/06 wirkte er kurzzeitig als Redakteur des Volkswillen in Hannover. Von 1907 bis 1933 arbeitete er als Redakteur in der SPD-Parteizeitung Bremer Bürgerzeitung bzw. Volksblatts bzw. Volkszeitung in Bremen.

### Politik
Donath war Mitglied in der SPD. Von 1900 bis 1905 war er Vorstandsmitglied der SPD in Bremen.
Er war von 1904 bis 1905 und von 1908 bis 1918 in der 12. sowie 14. bis 15. Legislaturperiode Abgeordneter der Bremischen Bürgerschaft.
Nach dem Ersten Weltkrieg war er 1919/1920 Mitglied in der verfassunggebenden Bremer Nationalversammlung. Vom April 1919 bis zum Juli 1920 nahm er im provisorischen Senat unter Karl Deichmann die Aufgaben eines Senators in Bremen war. Danach war er wieder von 1920 bis 1930 Mitglied der Bremischen Bürgerschaft und von 1924 bis 1928 Schriftführer in der Bürgerschaft.

### Weitere Mitgliedschaften und Ämter
Von 1893 bis 1896 war er Vorsitzender der Filiale des Buchdruckerverbands in Bremen. 1899 hatte er den Vorsitz des Gewerkschaftskartells in Bremen inne.